# Стратегія національної безпеки США
«Стратегія національної безпеки США» (англ. «National Defense Strategy of The United States of America») — базовий програмний документ, що визначає стратегію боротьби з основними терористичними і військовими загрозами США.

## Історія
На різних етапах історичного розвитку Стратегія Національної Безпеки США змінювала свій вигляд. У роки Другої світової війни завданням Сполучених Штатів була мобілізація зусиль з метою завдання поразки нацизму. Під час холодної війни такою метою була політика стримування. Після закінчення холодної війни сформулювати стратегію було складно, так як згоди з приводу визначення загрози національним інтересам Сполучених Штатів не існувало. 

## 2002—2006 роки, доктрина Буша
Теракти 11 вересня відкрили новий етап розвитку стратегії національної безпеки, в якій головним завданням США є боротьба з тероризмом і зброєю масового ураження. Ці завдання США і шляхи їх вирішення описані в «доктрині Буша» — «Стратегії Національної безпеки США» на період з 2002 до 2006 років.

## З 2018 року
В січні 2018 була затверджена нова Стратегія національної безпеки США, яка, на відміну від попередніх, визначила як загрозу для США не окремі терористичні організації, а держави: Китай, Росію та Іран. Загалом, акцент в бік визнання загрози з боку держав, а не організацій, вже чітко був визначений у Національній військовій стратегії США 2015 року.

## Пов'язані документи
На основі Стратегія національної безпеки США розробляються:
- Національна військова стратегія США (англ. National Military Strategy (United States) — базовий документ, що випускається Головою Об'єднаних начальників штабів і окреслює стратегічні цілі збройних сил США.